# Ust´-Kinielskij
Ust´-Kinielskij (ros. Усть-Кинельский) – osiedle typu miejskiego w Rosji, w obwodzie samarskim, w okręgu miejskim Kinieli. W 2010 liczyło 9988 mieszkańców.